# Кузнецово (Медведевский район)
Кузнецо́во (мар. Пурсанур) — село в Медведевском районе Республики Марий Эл России. Административный центр одноимённого сельского поселения. Численность населения — 1887 (2021) человек.

## Географическое положение
Село Кузнецово находится в 19 км на северо-восток от административного центра района пгт Медведево и в 10 км на северо-восток от столицы республики города Йошкар-Ола.
Расположено на реке Пуржа, которая вытекает из оврага и впадает в реку Монага неподалёку от села.
Через село проходит старый Сернурский тракт, а новый (автомобильная дорога регионального значения Йошкар-Ола — Уржум) проходит по восточной границе села.

## История
Одно из первых упоминаний о селе относится к 1739 году в сведениях о торговых связях Царевококшайска с другими городами страны.
По X переписи 1857 года в селе Ближнее Кузнецово значится 215 душ мужского пола.
В 1840—1850-х годах усилилось разорение части крестьян. Об этом говорит рост малоземелья в деревнях. Одновременно усилилось выделение и обогащение зажиточных крестьян.
Школа в селе Кузнецово была открыта в 1863 году и называлась сельским приходским двухклассным училищем. В документе, датированном 1865 годом, сообщается, что в селе Кузнецово Вараксинской волости «располагалось в крестьянских домах сельское училище, в нём один учитель и 30 учащихся женского пола».
Самым старым зданием в селе является Владимирская церковь, которая была возведена в 1872 году. Её построил царевококшайский мещанин Иван Ростов. Здание каменное, с деревянной колокольней, обитой железом. Другая церковь была построена на средства прихожан в 1868 году.
По решению Президиума Верховного Совета Марийской АССР от 27 июля 1939 года Кузнецовская церковь была закрыта и передана под клуб.
В 1925 году в селе Кузнецово проживало 642 человека, все русские. В 1922 году в селе было создано Кузнецовское кооперативное товарищество, в 1927 году — общество потребителей.
В 1932 году в селе было построено здание почты.
В том же году был образован колхоз «Ясное утро». Ферма крупного рогатого скота появилась в 1935 году.
В 1938 году на базе переведённого в Йошкар-Олу педагогического училища организуется Кузнецовская средняя общеобразовательная школа. В то время это была единственная школа в пригороде Йошкар-Олы.
В 1949 году в селе открылась врачебная амбулатория, приём вели врач и три медсестры.
1 марта 1960 года на базе колхозов «Родина», «Память Кирова», «Россия», «Рассвет», «им. Ленина», «Заветы Ильича», «За мир» и Йошкар-Олинской РТС был образован совхоз «Семёновский», однако на второй год существования совхоза начинается его разукрупнение. В 1961 году отделились птицесовхоз «Азановский» и птицефабрика «Озерная», в 1962 году — откормочный совхоз «Большевик», в 1965 году — садоводческий совхоз «Суртовский», в 1967 году — вновь построенная птицефабрика «Акашевская», в 1968 году часть земель была передана Марийскому совхозу техникуму. Позднее,
В 1969 году в селе была построена трёхэтажная типовая школа на 640 мест.
В 1977 году совхоз становится племзаводом. В октябре того же года из племзавода выделяется совхоз «Овощевод», который впоследствии переходит в ведомственное подчинение администрации города Йошкар-Ола.
В 1985 году в селе были установлены памятник-обелиск воинам, павшим во время Великой Отечественной войны, и бюст Герою Советского Союза Михаилу Логинову, уроженцу села. На защиту Отечества был призван 81 человек, не вернулось домой 44 человека.
В конце 1980-х годов в селе проживало 524 семьи, всего — 1735 человек.
В 1994 году госплемзавод реорганизуется в ЗАО племзавод «Семёновский».
В 2002 году на 10 улицах было 220 домов, в которых проживали 1730 человек, в основном русские.
Если в 1960-х годах шло разукрупнение, то в начале XXI века началось обратное укрупнение хозяйства. В 2007 году племзавод выкупил акции ОАО «Суртовское». 18 февраля 2009 года покупает бывший племзавод «Азановский». 1 июня 2009 года в состав хозяйства присоединили единственную в Марий Эл конеферму. 1 мая 2013 года племзавод покупает ООО «Страда» Сернурского района. Таким образом, хозяйство достигло по своим размерам уровня 1960-х годов.

## Население
| 2010  | 2011  | 2012  | 2013  | 2015  | 2016  | 2018  |
| ----- | ----- | ----- | ----- | ----- | ----- | ----- |
| 1672  | ↗1706 | ↘1677 | ↗1711 | ↘1710 | ↗1772 | ↗1784 |
| 2019  | 2021  |       |       |       |       |       |
| ↗1787 | ↗1887 |       |       |       |       |       |

Национальный состав
| № |         | Численность населения, чел. (2013) | % от всего |
| - | ------- | ---------------------------------- | ---------- |
|   | всего   | 1711                               | 100,00 %   |
| 1 | Русские | 856                                | 50,03 %    |
| 2 | Марийцы | 746                                | 43,60 %    |
| 3 | Татары  | 98                                 | 5,73 %     |
|   | другие  | 11                                 | 0,64 %     |

## Экономика

### Сельское хозяйство
- Племзавод «Семёновский».

## Знаменитые жители и уроженцы
- Василий Степанович Архипов (26 марта 1920, д. Данилово — 30 декабря 1941, Калужская область) — Герой Советского Союза, участник советско-финской и Великой Отечественной войн. В селе работал учителем начальной школы.
- Михаил Николаевич Логинов (15 ноября 1921, с. Кузнецово — 23 января 1982, Йошкар-Ола)— участник Великой Отечественной войны, Герой Советского Союза. Родился в селе Кузнецово, выпускник Кузнецовской средней школы, которая ныне носит его имя.
- Павел Фёдорович Тимошев (1917—2000)  — механизатор совхоза «Семёновский» села Кузнецово Медведевского района Марийской АССР (1945—1977). Заслуженный механизатор сельского хозяйства РСФСР (1970). Кавалер ордена Ленина (1971). Участник Великой Отечественной войны.